# جوزيه إس. جونستون
جوزيه إس. جونستون (بالإنجليزية: Josiah S. Johnston)‏ هو محامي وقاضي وسياسي أمريكي، ولد في 24 نوفمبر 1784 في الولايات المتحدة، وتوفي في 19 مايو 1833 في الولايات المتحدة. حزبياً، نشط في الحزب الجمهوري الديمقراطي. وقد انتخب عضو مجلس النواب الأمريكي وانتخب عضو مجلس الشيوخ الأمريكي.